# Liao He
Der  Liao He, Liao-Fluss, Liauho usw. (chinesisch 遼河 / 辽河, Pinyin Liáo Hé, W.-G. Liao Ho, englisch Liao River) ist mit 1390 km Länge der größte Fluss im südlichen Nordostchina (Mandschurei). 
Die Namen der Provinz Liaoning und der Liaodong-Halbinsel leiten sich von ihm ab. Der Liao He entsteht durch Vereinigung der Flüsse Xiliao He (西遼河 / 西辽河,  Xīliáo Hé – „Westlicher Liao-Fluss“) und Dongliao He (東遼河 / 东辽河,  Dōngliáo Hé – „Östlicher Liao-Fluss“).
Der östliche Dongliao He entspringt im Hügelland Jilin Hada Ling (吉林哈達嶺 / 吉林哈达岭,  Jílín Hādá Lǐng) im Kreis Dongliao der Provinz Jilin. Der westliche Xiliao He entsteht wiederum durch Vereinigung des nördlicher fließenden Xar Moron He (西拉木倫河 / 西拉木伦河,  Xīlā Mùlún Hé) und des Laoha He (老哈河,  Lǎohā Hé) aus südlicher Richtung. Ein späterer Nebenfluss des Xiliao He ist der Xinkai He (新開河 / 新开河,  Xīnkāi Hé).
Der Xar Moron He entspringt im Gebirge Baicha Shan (白岔山,  Báichà Shān) im Südwesten des Hexigten-Banners in der südöstlichen Inneren Mongolei. Der Laoha He entspringt im Guangtou Shan (光頭山 / 光头山,  Guāngtóu Shān) des Kreises Pingquan in der Provinz Hebei.
Die beiden Flüsse vereinen sich nahe dem Gebiet der Großgemeinde Guyushu (古榆树镇,  Gǔyúshù zhèn) des Kreises Changtu in Liaoning, und ab dort fließt der Fluss unter dem Namen Liao He durch die große Liaohe-Ebene in die Liaodong-Bucht (Liaodong Wan) des Golfes von Bohai (Bo Hai).
1958 änderte der Fluss seinen Lauf.